# Alessandra Bianchi
Alessandra Bianchi (Roma, 27 de septiembre de 1964 - Roma, 14 de noviembre de 2023) fue una periodista deportiva italiana. Se especializó en su cobertura de eventos deportivos de fútbol.

## Biografía
Nacida en Roma en 1964, Bianchi comenzó su carrera en el periódico "Corriere dello Sport" y fue corresponsal en Italia de L'Équipe y Le Parisien. En septiembre de 2005, apareció en "L'Équipe du Dimanche", transmitido por Canal+, como corresponsal del fútbol italiano. En 2006, se unió al programa de radio "DKP" en Radio Montecarlo, junto a los periodistas deportivos Guy Kédia y Alexandre Delpérier. Bianchi dejó la emisora al año siguiente para dedicarse a otros proyectos.
En marzo de 2008 publicó la novela "Calcio, mon amour", con la casa editorial "Florent Massot". 
En septiembre de 2013 se incorporó a "Diese Foot" y trabajó para "L'Équipe du Soir" y para el canal de televisión L'Équipe. 
En su vida privada, era una ferviente defensora del club deportivo Associazione Sportiva Roma y del futbolista Francesco Totti. Alessandra Bianchi falleció en la ciudad de Roma el 14 de noviembre de 2023.